# Liste der Einträge im National Register of Historic Places im Wilson County (Texas)
Die Liste der Registered Historic Places im Wilson County führt alle Bauwerke und historischen Stätten im texanischen Wilson County auf, die in das National Register of Historic Places aufgenommen wurden.

## Aktuelle Einträge
| Lfd. Nr. | Name                              | Bild | Datum der Eintragung | Adresse/Lage                      | Ort                | ID-Nr.   | Beschreibung |
| -------- | --------------------------------- | ---- | -------------------- | --------------------------------- | ------------------ | -------- | ------------ |
| 1        | Mueller Bridge                    |      | 16. Okt. 2007        | CR 337 over Cibolo Cr.            | La Vernia          | 07001094 |              |
| 2        | Rancho de las Cabras              |      | 20. März 1973        | Address Restricted                | Floresville        | 73001985 |              |
| 3        | Whitehall                         |      | 1. Feb. 1980         | N of Sutherland Springs on SR 539 | Sutherland Springs | 80004161 |              |
| 4        | Wilson County Courthouse and Jail |      | 5. Mai 1978          | Public Sq.                        | Floresville        | 78003001 |              |